# Lasioglossum melancholicum
Lasioglossum melancholicum är en biart som beskrevs av Ebmer 2002. Lasioglossum melancholicum ingår i släktet smalbin, och familjen vägbin. Inga underarter finns listade i Catalogue of Life.